# اعتداءات كمبالا يوليو 2010

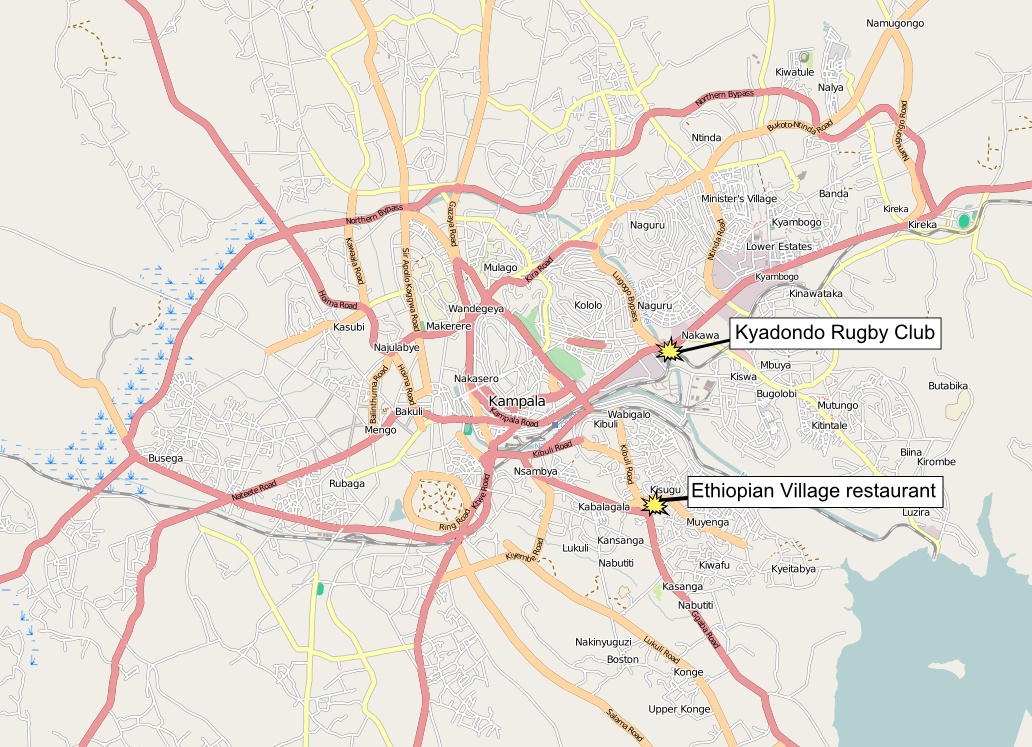
موقع الاعتدائين

اعتداءات كمبالا هي هجمات استهدفت حشود المشاهدين للمباراة النهائية لبطولة كأس العالم لكرة القدم 2010 في منطقتين متفرقتين في كمبالا عاصمة أوغندا في 11 يوليو 2010 وأسفرت الهجمات عن مقتل 74 وجرح 70 شخص وأعلنت حركة الشباب الإسلامية الصومالية مسئوليتها عن الحادث ردا على الدعم الأوغندي لمهمة الاتحاد الأفريقي في الصومال. وتعتبر هذه أولى عمليات حركة الشباب خارج الصومال.